# Tzilacatzin

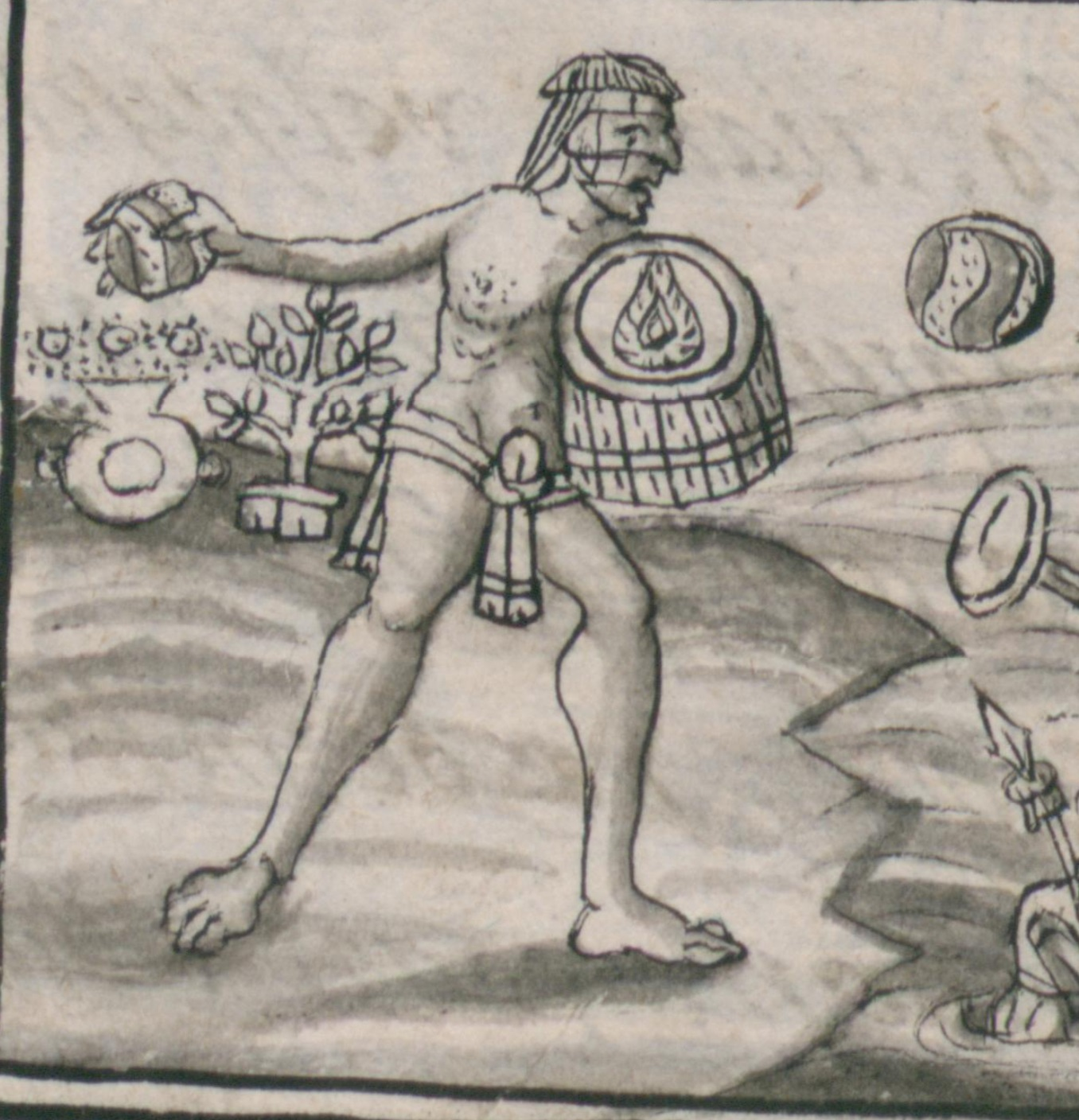
Tzilacatzin como aparece en el Códice Florentino.

Tzilacatzin (del náhuatl: Tsilakatsin ‘Venerable resonador’) fue un guerrero de origen otomí de México-Tlatelolco, quien llegó a ser un héroe durante la toma de Tenochtitlan. Según las crónicas, cuando los bergantines españoles al mando de Pedro de Alvarado llegaron a Tlatelolco, ningún guerrero tlatelolca se atrevía a atacarlos salvo Tzilacatzin, quien era fornido, mató a varios españoles lanzándoles piedras.
Transcurrieron algunos días, los españoles concentraron su fuego sobre él, pero Tzilacatzin se disfrazaba para no ser reconocido, y evadía todos sus ataques; al final los españoles tuvieron que retirarse, pues no conseguían vencer a los tlatelolcas, sobre todo a Tzilacatzin.

«...vinieron los bergantines al barrio que se llamaba Xocotitlan, y como llegaron a tierra, saltaron en tierra por el barrio adelante peleando. Y como vio aquel capitán indio, llamado Tzilacatzin, que entraban peleando, acudió a ellos con otra gente que le siguió, y peleando los echaron de aquel barrio y los hicieron volver a los bergantines.»

Fray Bernardino de Sahagún, Historia general de las cosas de la Nueva España, libro duodécimo, capítulo XXXII

Tiempo después, cuando los bergantines arribaron a Xocotitlan, fueron atacados por Tzilacatzin y su gente. Los españoles y sus aliados se vieron obligados a regresar a sus barcos y huir, pues no resistieron el ataque de los tlatelolcas muriendo en batalla